# هیلمار (کالیفرنیا)
هیلمار (به انگلیسی: Hilmar) یک منطقهٔ مسکونی در ایالات متحده آمریکا است که در شهرستان مرسد، کالیفرنیا واقع شده‌است. هیلمار ۱۰٫۱ کیلومتر مربع مساحت و ۴٬۸۰۷ نفر جمعیت دارد و ۲۸ متر بالاتر از سطح دریا واقع شده‌است.